# Тровање скомброидном рибом
Тровање скомброидном рибом или тровање хистамином из рибе је врста тровања морим плодовима, које се обично јавља када људи једу одређену врсту рибу која је неадекватно чувана. Ово укључује рибу са бодљастим перајима из породице познате као Scombridae, у којој бактерије могу да расту током неправилног складиштења, и у тамном месу рибе производе скомброидни токсин. Скомброид је хемијско једињење слично хистамину, тако да овај токсин не утиче подједнако на све који га уносе.
Симптоми тровања могу укључивати црвенило коже, главобољу, свраб, замагљен вид, грчеве у стомаку и дијареју. Симптоми се обично јављају 10 до 60 минута након оброка и могу трајати до два дана. Ретко се могу јавити проблеми са дисањем или неправилан рад срца.
Ниједан тест није 100% поуздан за процену рибе на овај токсин. Кување убија бактерије, али токсини остају у ткивима и могу се унети са исхраном. Превенција је хлађење или замрзавање рибе непосредно након хватања.
Обично се лечи антихистаминицима као што су дифенхидрамин и ранитидин. Епинефрин се може користити за тешке симптоме. Поред тровања рибом цигуатера, то је једна од најчешћих врста тровања морским плодовима. Јавља се глобално у умереним и тропским водама. Пријављен је само један смртни случај. Стање је први пут описано 1799. године.

## Синоними
Претходни термини за тровање хистамином из рибе био је:
- тровање скомброидном рибом,
- псеудоалергијско тровање рибом,
- предозирање хистамином
- махи-махи црвенило.

Термин скомброид је коришћен зато што су прве врсте риба које су умешане у ово тровање биле из подреда Scombridae, у који спадају скуше, туне, марлин, сабљарка, албакор, паламида, скакалица, али и скоро 100 других врста.
Термин тровање хистамином из рибе се сада сматра прикладнијим јер су утврђени многи случајеви тровања нескомброидним рибама (нпр тровање махи-махи рибом - делфином),

## Епидемиологија
Током година, постојали су изоловани извештаји о тровању скомброидном рибом код људи изазваном хистамином присутним у ткивима устајале или труле скомброидне рибе, обично туне. У септембру 2016. године  власти у Сингапуру су откриле туњевину у конзерви увезену са Тајланда након што су откриле висок ниво хистамина. Нису пријављени случајеви код људи.
Током 2015. године, 7 људи у кафићу у Сиднеју се разболело након што су јели John Bull Tuna Chunky Style  у шафрановом уљу као  салату од туњевине. Конзервирана туњевина долази са Тајланда.
Шенџен Пост је објавио да се тровање хистамином из скомброидне рибе често дешава у јесен у кинеској провинцији Гуангдонг. У августу 2013. године, 26 људи у Шенџену је отровано након што су јели устајалу скушу.
Неколико људи се разболело након што су јели сендвиче са туњевином 2013. у кафићу у Единбургу у Шкотској. Туњевина је дошла из Гане.
У 2011. години објављено је 20 извештаја о тровању хистамином из туњевине увеђене из Сенегала у једном ресторану у Стокхолму.
Године 2012., британска служба за заштиту животне средине у североисточном Линколнширу пресрела је и уништила пошиљку туњевине из Вијетнама након што је пријављено да су четири члана посаде развила симптоме тровања хистамином.
Утврђено је да је комерцијално конзервисана туна изазвала тровање 232 особе у северно-централним деловима Сједињених Америчких Држава 1973. године

## Етиологија
Тровање скомброидном рибом је врста тровања храном које обично резултат једења покварене рибе. Тровање настаје након једења рибе са високим садржајем хистамина услед неправилног складиштења или обраде. Погођена риба може имати метални или бибер укус.
У рибе склоне расту бактерија и стварању хистамина спадају:
- албакор,
- амберјацк,
- инћун,
- аустралијски лосос,
- плава риба,
- паламида,
- кахаваи риба,
- харинга,
- скуша,
- махи-махи,
- иглица,
- саури,
- сардина,
- скипјацк,
- вахоо,
- жутоперуту туна.

Накнадно кување, пушење или замрзавање не уклања хистамин из ових риба.

## Патофизиологија
За разлику од многих врста тровања храном, тровање скомброидном рибом се не јавља гутањем патогена, већ алергена хистидина, аминокиселине која се природно налази у многим намирницама, укључујући рибу.
На температурама изнад 16 °C, хистидин се претвара у биогени амин хистамин помоћу ензима хистидинске декарбоксилазе који производи симбиот бактерија као што је Morganella morganii (ово је један од разлога зашто рибу треба држати у замрзивачу ). Хистамин се не уништава нормалним температурама кувања, па чак и правилно кувана риба и даље може довести до тровања.
Како је хистамин главна природна хемикалија одговорна за праве алергијске реакције, зато су симптоми тровања готово идентични алергијама на храну.

## Клиничка слика
Симптоми тровања скомброидном рибом, личе на акутну алергијску реакцију, која се обично јавља 10-60 минута након једења контаминиране рибе, и укључују ове најчешће знаке и симптоме:
- црвенило лица и горњег дела тела (налик на опекотине од сунца)
- мучнину
- повраћање
- стомачне грчеве
- пролив
- главобољу

Остали симптоми могу укључивати:
- свраб
- осећај печења у устима
- грозница
- необичан осећај лупања срца.

Тешке реакције укључују:
- пад крвног притиска
- поремећај рада срца
- отежано дисање.

## Дијагноза
Дијагноза се обично заснива на симптомима и може бити подржана нормалном триптазом у крви. Ако више људи који једу исту рибу развију симптоме, дијагноза је вероватнија.

## Терапија
Тровање скомброидима треба лечити:
- дифенхидрамином (Бенадрил) или хидроксизином (Вистарил) (25-50 мг сваких 6 сати)
- 1 таблетом циметидина (Тагамет ХБ) или фамотидина (Пепцид) два пута дневно.

## Превенција
Риба контаминирана хистамином може имати укус бибер или оштар, слан укус или „пенасти“ изглед, али ће обично имати норнмалан изглед, мирис и укус.
Кључ превенције је да се осигура да је риба правилно залеђена или чувана у фрижидеру на температурама < 3,3 °C или је одмах замрзнута након што је ухваћена.
Кување, димљење, конзервирање или замрзавање неће уништити хистамин у претходне контаминираној риби.